# The Hunger
The Hunger is een Britse horrorfilm uit 1983. Voor Tony Scott was het de eerste avondvullende productie onder zijn regie. Het verhaal werd gebaseerd op dat uit het gelijknamige boek van Whitley Strieber, hoewel het einde hieruit werd veranderd. De film werd genomineerd voor de Saturn Awards voor beste grime en beste kostuums.

## Verhaal
Miriam (Catherine Deneuve) en John Blaylock (David Bowie) lijken op het eerste oog een hip middelbaar echtpaar met een voorliefde voor klassieke muziek. In realiteit is zij een onsterfelijk wezen dat leeft van mensenbloed. Dat doet zij al sinds ten minste de hoogtijdagen van het Oude Egypte. Miriam maakte John een paar eeuwen daarvoor haar metgezel en beloofde hem eeuwige jeugd en liefde. Sindsdien leven ze gelukkig samen en strikken ze wanneer nodig slachtoffers om zichzelf van de nodige voeding te voorzien. Dit doen ze door bijvoorbeeld stellen bij hen thuis uit te nodigen voor partnerruil, deze de kelen door te snijden en hun stoffelijke overschotten te dumpen in een verbrandingsoven.
John merkt op een dag dat Miriam hem niet alles verteld heeft over zijn transformatie. Zijzelf behoort tot een eeuwenoud ras dat inderdaad altijd jong blijft, maar bij de mensen die ze zoals zijzelf maakt, is het effect na een paar eeuwen uitgewerkt. Van de één op de andere dag merkt hij dat hij in een razend tempo aan het verouderen is. Daarom zoekt hij hulp bij dokter Sarah Roberts (Susan Sarandon). Zij doet onderzoek naar de ziekte progeria en probeert daarom middels experimenten op apen iets te vinden om veroudering tegen te gaan. John heeft daarover gelezen. Wanneer hij haar op haar laboratorium opzoekt, denkt zij dat ze met een verwarde, maar ongevaarlijke man te doen heeft. Zijn verhaal over zijn 'superveroudering' klinkt haar in de oren als de fantasie van een gek. Roberts laat hem daarom in de wachtkamer wachten terwijl zij haar werk hervat, ervan overtuigd dat hij vanzelf weggaat als het hem te lang gaat duren. Johns lichaam veroudert daar in een periode van uren met tientallen jaren. Zijn transformatie verrast Roberts totaal wanneer hij haar kwaad komt vertellen dat hij weggaat en dan opstapt.
Thuisgekomen heeft John inmiddels een hoogbejaard lichaam. Wanneer Miriam arriveert is hij nog amper mobiel. Zij draagt hem naar de zolder, waar blijkt dat ze dit al talloze keren heeft meegemaakt. Ze legt John in een doodskist, gedoemd om eeuwig voort te leven in zijn op sterven na dode lichaam. Nadat ze het deksel erop doet, schuift ze hem in zijn kist naast verschillende andere kisten waarin haar vorige partners verblijven.
De volgende dag belt Roberts bij Miriam aan. Ze heeft Johns adres opgespoord. Ze komt zich verontschuldigen dat ze hem niet serieus nam en haar hulp aanbieden. Miriam vertelt haar dat ze binnen mag komen, maar dat John vertrokken is naar een Zwitserse kliniek. Ze verleidt Roberts en lokt haar in bed. Tijdens hun minnespel zorgt ze er ongemerkt voor dat Roberts een beetje van haar bloed binnenkrijgt en zij dat van Roberts. Daarmee begint een transformatie die de dokter tot Miriams volgende partner moet maken. Roberts voelt zich de volgende dag misselijk en rusteloos. Dit leidt tot bezorgdheid van haar vriend Tom Haver (Cliff De Young).
Hij gaat een paar dagen later op zoek naar haar wanneer ze spoorloos lijkt en komt zo bij Miriams huis. Die nodigt hem binnen uit en laat hem naar de slaapkamer gaan waarin Roberts ligt te kronkelen. Ze hoopt dat deze van Haver haar eerste eigen slachtoffer maakt. Haar wens blijkt uitgekomen wanneer Roberts even later naar beneden komt met de bloedsporen nog op haar gezicht. Miriam legt haar enthousiast uit welke stappen ze nog moet nemen om de transformatie te vervolmaken. Wanneer ze hun verbond met een zoen bezegelen, grijpt Roberts de ankh om Miriams hals en steekt die in haar eigen nek. Ze wil helemaal niet zo voortleven. Door haar daad, vindt er plots een ommekeer in het transformatieproces plaats. Miriam verliest in hoog tempo haar kracht, die terugvloeit in haar vorige, verouderde partners. Wanneer Miriam bezwijkt, vergaan hun lichamen en vinden zij na eeuwen eindelijk rust in de dood. Miriam daarentegen blijkt een eeuwigheid tegemoet te gaan, opgesloten in onsterfelijk maar eeuwenoud vlees en in een kist waarin niemand haar hoort roepen.

## Rolverdeling
| Acteur            | Personage              |
| ----------------- | ---------------------- |
| Catherine Deneuve | Miriam Blaylock        |
| David Bowie       | John                   |
| Susan Sarandon    | Dr. Sarah Roberts      |
| Cliff De Young    | Tom Haver              |
| Beth Ehlers       | Alice Cavender         |
| Dan Hedaya        | Lieutenant Allegrezza  |
| Suzanne Bertish   | Phyllis                |
| James Aubrey      | Ron                    |
| Ann Magnuson      | Young Woman from Disco |
| Shane Rimmer      | Jelinek                |
| Bessie Love       | Lillybelle             |
| John Pankow       | 1st Phone Booth Youth  |
| Willem Dafoe      | 2nd Phone Booth Youth  |
| Bauhaus           | Disco Group            |
| Sophie Ward       | Girl in London House   |
| Philip Sayer      | Boy in London House    |

## Achtergrond
- Hoewel The Hunger gaat over bovennatuurlijke 'mensen' die van mensenbloed leven, komt het woord vampier niet voor in de film. Daarbij begeeft John zich zonder problemen in het daglicht en kan hij zichzelf zien in spiegels, wat traditionele vampiers niet kunnen.
- In de film wordt niet verteld dat Miriam tot een ander ras behoort dan de door haar onsterfelijk gemaakte mensen. Schrijver Striebers verklaring in het oorspronkelijke boek is dat zij behoort tot een soort die apart van de mensheid evolueerde.
- Het regelmatig bij John en Miriam viool spelende meisje Alice werd gespeeld door de tijdens de première veertienjarige Beth Ehlers, voor wie het haar eerste rol in een bioscoopfilm was. Zij rolde vier jaar later de soapwereld in en speelde vervolgens in meer dan 370 afleveringen van The Guiding Light (als Harley Cooper) en meer dan 100 van All My Children (als Taylor Thompson).
- The Hunger werd niet bijster goed ontvangen door critici. De film kreeg echter al snel een cultstatus.